# Ткачиковые воробьи
Тка́чиковые воробьи́ (лат. Plocepasser) — род птиц семейства ткачиковых.

## Этимология
Латинское название рода Plocepasser происходит от сочетания научных названий родов Ploceus и Passer

## Виды
Выделяют 4 вида:
- Plocepasser mahali A. Smith, 1836 — Ткачиковый воробей
- Plocepasser superciliosus Cretzschmar, 1827 — Каштановоголовый ткачиковый воробей
- Plocepasser rufoscapulatus Buttikofer, 1888 — Каштановощёкий ткачиковый воробей
- Plocepasser donaldsoni Sharpe, 1895 — Кустарниковый ткачиковый воробей

## Филогения
Основываясь на анализе ДНК[каком?] (который включал только P. mahali), род Plocepasser принадлежит к подсемейству Plocepasserinae и наиболее связан с кладой, состоящей из Philetairus socius и рода Pseudonigrita.